# سيبويه
سِيبَوَيْهِ (148 - 180 هـ / 765 - 796 م) عمرو بن عثمان بن قنبر الحارثي بالولاء، يُكنى أبو بشر، الملقب سيبويه: إمام النحاة، وأول من بسّط علم النحو. أخذ النحو والأدب عن الخليل بن أحمد الفراهيدي ويونس بن حبيب وأبي الخطاب الأخفش وعيسى بن عمر، وورد بغداد، وناظر بها الكسائي في قضية عُرفت باسم المسألة الزنبورية، وقد تغلب فيها الكسائي على سيبويه، غير أن سيبويه لم يبق في بغداد بعد هذه المناظرة وعاد إلى فارس، ولم يعد إلى البصرة. من آثاره: كتاب سيبويه في النحو.

## سيرته وحياته
لم تذكر كتب التراجم شيئًا عن مكان أسرته، أو مستواها الثقافي أو الاجتماعي، فكل ما وصل إلينا يومئ إلى أنه كان من أسرة فارسية. وبعض المصادر تؤكد انه من أسرة عربية سكنت فارس بعد الفتح الإسلامي ورجحت بعض الدراسات الحديثة ذلك، وقد أغفلت كتب التراجم السنة التي ولد فيها سيبويه، غير أن بعض الباحثين ذهبوا إلى أنه ولد في سنة 148هـ، وقيل غير ذلك. وُلد سيبويه في قرية البيضاء في بلاد فارس. نشأ سيبويه بالبصرة بعد أن رحلت أسرته من بلاد فارس إليها، وهو مولى بني الحارث بن كعب، وقيل مولى آل الربيع بن زياد، سميّ سيبويه لان أمه كانت ترقصه وتقول له ذلك، ومعنى سيبويه رائحة التفاح، وقيل بل لأنه كان شابًا نظيفًا جميلًا أبيضَ مشربًا بحمرة كأن خدوده لون التفاح وذلك يقال له سيبويه لأن التفاح سيب أو لأنه كان يعتاد شم التفاح أو كان يشم منه رائحته. اتجه إلى دراسة الفقه والحديث حتى خطّأه حَمَّادُ بن سَلَمة البصري، فاتجه إلى تعلم النحو. فقد روي أن سيبويه قصد مجلس حَمَّاد بن سلمة الذي كان يستملي عليه سيبوبه حديثًا جاء فيه قال: «قال صلى الله عليه وسلم: ليس من أصحابي أحد إلا لو شئت لأخذت عليه ليس أبا الدَّرداء»، فقال سيبويه: «ليس أبو الدَّرداء» ـ ظنّه اسم ليس، فصاح به حمَّاد: لحنت يا سيبويه، ليس هذا حيث ذهبت، إنما هو استثناء، فقال سيبويه: لا جَرَم والله لأطلبن علمًا لا تُلَحِّنَنِّي فيه أبدًا.

### شيوخ سيبويه
من أشهر شيوخه حماد بن سلمة، وبعد قراره الأخير هذا عمد سيبويه إلى إمام العربية وشيخها الخليل بن أحمد الفراهيدي؛ لينهل ويتعلم منه عن حبٍّ وعزيمة وقوة إرادة، فصار يلازمه كالظلِّ حتى بدا تأثره الكبير بشيخه هذا على طول صفحات كتابه الوحيد وعرضه في روايته عنه، واستشهاداته به. ولم يكتف سيبويه بشيخه الخليل بن أحمد في علوم النحو والعربية، فأخذ العلم عن يونس بن حبيب، وعيسى بن عمر وغيرهم. فتنوعت ثقافته، وتوسعت معرفته بعلم النحو والصرف، وتبوأ مكانة علمية متميزة، ثم رحل إلى بغداد، والتقى بالكسائي شيخ الكوفيين، ووقعت بينهما مناظرة في النحو (المسألة الزُّنبورية) وقد تغلب فيها الكسائي على سيبويه، غير أن سيبويه لم يبق في بغداد بعد هذه المناظرة عاد إلى فارس، ولم يعد إلى البصرة.

### تلامذة سيبويه
لأن القدر لم يمهله طويلًا حيث تُوُفِّي في ريعان شبابه، فلم يكن لسيبويه تلاميذ كثيرون، وكان من أبرز من تتلمذوا على يديه ونَجَم عنه من أصحابه: أبو الحسن الأخفش، وقُطْرب ويقال: إنه إنما سمِّي قطربًا لأن سيبويه كان يخرج فيراه بالأسحار على بابه، فيقول له: إنما أنت قطرب ليل. والقُطْرب: دويبة لا تزال تدبُّ، ولا تفتر.

### آراء العلماء فيه
- قال عنه ابن عائشة: "كنا نجلس مع سيبويه النحوي في المسجد، وكان شابًا جميلاً نظيفًا، قد تعلق من كل علم بسببٍ، وضرب في كل أدب بسهمٍ، مع حداثة سنِّه وبراعته في النحو.[15]
- قال معاوية بن بكر العليمي: «عمرو بن عثمان قد رأيته وكان حدث السن، كنت أسمع في ذلك العصر أنه أثبتُ مَن حمل عن الخليل، وقد سمعته يتكلم ويناظر في النحو، وكانت في لسانه حُبْسة، ونظرتُ في كتابه فرأيت علمه أبلغَ من لسانه».[16]
- قال الأزهري: كان سيبويه علامة حسن التصنيف جالس الخليل وأخذ عنه، وما علمت أحدا سمع منه كتابه لأنه احتضر شابا، ونظرت في كتابه فرأيت فيه علما جما.[17]
- قال الذهبي: إمام النحو، حجة العرب، الفارسي، ثم البصري. قد طلب الفقه والحديث مدة، ثم أقبل على العربية، فبرع وساد أهل العصر، وألف فيها كتابه الكبير الذي لا يدرك شأوه فيه. قيل فيه مع فرط ذكائه حبسة في عبارته، وانطلاق في قلمه.[18]
- قال المبرد: «لم يُعمل كتاب في علم من العلوم مثل كتاب سيبويه؛ وذلك أن الكتب المصنَّفة في العلوم مضطرة إلى غيرها، وكتاب سيبويه لا يحتاج مَنْ فَهِمَه إلى غيره».[19]
- قال محمد بن سلام: «كان سيبويه النحوي غاية الخلق في النحو وكتابه هو الإمام فيه».[20]
- قال ابن النطاح: «كنت عند الخليل بن أحمد فأقبل سيبويه فقال: مرحبا بزائر لا يمل، فقال أبو عمر المخزومي وكان كثير المجالسة للخليل: ما سمعت الخليل يقولها لأحد إلا لسيبويه».[21]
- قال ابن كثير: «وقد صنف في النحو كتابا لا يلحق شأوه وشرحه أئمة النحاة بعده فانغمروا في لجج بحره، واستخرجوا من درره، ولم يبلغوا إلى قعره».[22]
- قال أبو إسحاق الزجاج: «إذا تأملت الأمثلة من كتاب سيبويه تبينت أنه أعلم الناس باللغة».[23]
- قال الجاحظ في كتاب سيبويه: «لم يكتب الناس في النحو كتابا مثله وجميع كتب الناس عليه عيال».[24]
- قال صاعد الأندلسي: «لا أعرف كتابًا أُلِّف في علم من العلوم قديمها وحديثها فاشتمل على جميع ذلك العلم، وأحاط بأجزاء ذلك الفن غير ثلاثة كتب، أحدها: المجسطي لبطليموس في علم هيئة الأفلاك، والثاني: كتاب أرسطوطاليس في علم المنطق، والثالث: كتاب سيبويه البصري النحوي؛ فإن كل واحد من هذه لم يشذّ عنه من أصول فنِّه شيء إلا ما لا خطر له».[25]

## عُمرُه
قيل إن سيبويه مات وعمره 32 سنة، وقيل فوق الأربعين، وهذا هو رأي ياقوت الحموي في كتابه معجم الأدباء، قال المرزباني: مات بشيراز سنة ثمانين ومائة. وذكر الخطيب أن عمره كان اثنتين وثلاثين سنة ويقال: إنه نيف على الأربعين سنة وهو الصحيح، لأنه قد روى عن عيسى بن عمر، وعيسى بن عمر مات سنة تسع وأربعين ومائة، فمن وفاة عيسى إلى وفاة سيبويه إحدى وثلاثين سنة، وما يكون قد أخذ عنه إلا وهو يعقل، ولا يعقل حتى يكون بالغًا والله أعلم، وقال أحمد بن يحيى ثعلب في أماليه: قدم سيبويه العراق في أيام الرشيد وهو ابن نيف وثلاثين سنة، وتوفي وعمره نيف وأربعون سنة بفارس.
مناظرته مع الكسائي
المسألة الزنبورية
“ذهب الكوفيون إلى أنه يجوز أن يقال "كنت أظن أن العقرب أشد لَسْعَةً من الزُّنْبُورِ فإذا هو إياها". وذهب البصريون إلى أنه لا يجوز أن يقال: "فإذا هو إياها". ويجب أن يقال: "فإذا هو هي".
أما الكوفيون فاحتجوا بالحكاية المشهورة بين الكسائي و سيبويه، وذلك أنه لما قدم سيبويه على البرامكة، فطلب أن يجمع بينه وبين الكسائي للمناظرة؛ حضر سيبويه في مجلس يحيى بن خالد وعنده وَلَدَاهُ جعفر والفضل ومن حضر بحضورهم من الأكابر، فأقبل خلف الأحمر على سيبويه قبل حضور الكسائي، فسأله عن مسألة، فأجابه سيبويه، فقال له الأحمر: أخطأت، ثم سأله عن ثانية فأجابه فيها، فقال له: أخطأت، ثم سأله عن ثالثة، فأجابه فيها، فقال له: أخطأت، فقال له سيبويه:“هذا سُوءُ أدب، قال الفراء: فأقبلت عليه وقلت: إن في هذا الرجل عجلة وحدّة، ولكن ما تقول في من قال "هؤلاء أبُونَ، ومررت بَأبينَ" كيف تقول على مثال ذلك من "وأيت" و"أويت" فقدَّر فأخطأ، فقلت: أعِدِ النظر، فقدّر فأخطأ، فقلت: أعِدِ النظر، فقدّر فأخطأ، ثلا ث مرات يجيب ولا يصيب. فلما كثر ذلك عليه قال: لا أكلمكما أو يحضر صاحبكما حتى أناظره، قال: فحضر الكسائي فأقبل على سيبويه فقال: تسألني أو أسألك؟ فقال: بل تسألني أنت، فأقبل عليه الكسائي فقال: كيف تقول: كنت أظن أن العقرب أشد لسعة من الزنبور فإذا هو هي، أو فإذا هو إيَّاهَا؛ فقال سيبويه: فإذا هو هي، ولا يجوز النصب؟ فقال له الكسائي: لحنت، ثم سأله عن مسألة من هذا النحو نحو "خرجت فإذا عبد الله القائم، والقائم" فقال سيبويه في ذلك بالرفع دون النصب، فقال الكسائي: ليس هذا من“كلام العرب، والعرب ترفع ذلك كله وتنصبه، فدفع “ذلك سيبويه، ولم يجز فيه النصب، فقال له يحيى بن خالد: قد اختلفتما وأنتما رئيسا بلديكما فمن ذا يحكم بينكما؟ فقال له الكسائي: هذه العرب ببابك قد اجتمعت من كل أوب؛ ووفدت عليك من كل صُقْع، وهم فصحاء الناس، وقد قنع بهم أهل المِصْرضين، وسمع أهل الكوفة والبصرة منهم؛ فيحضرون ويسألون، فقال له يحيى وجعفر: قد أنصفت، وأمر بإحضارهم، فدخلوا وفيهم أبو فَقْعَس وأبو زياد وأبو الجراح وأبو ثَرْوَان، فسئلوا عن المسائل التي جرت بين الكسائي وسيبويه، فوافقوا الكسائي، وقالوا بقوله، فأقبل يحيى على سيبويه فقال: قد تسمع، وأقبل الكسائي على يحيى: وقال أصلح الله الوزير! إنه وَفَدَ عليك من بلده مؤملًا، فإن رأيت أن لا ترده خائبًا، فأمل له بعشرة آلاف درهم، فخرج وتوجه نحو فارس،وأقام هناك، ولم يعد إلى البصرة.
فوجه الدليل من هذه الحكاية أن العرب وافقت الكسائي، وتكلمت بمذهبنا، وقد حكى أبو زيد الأنصارى عن العرب "قد كنت أظن أن العقرب أشد لسعة من الزنبور فإذا هو إياها" مثل مذهبنا؛ فدل على صحة ما ذهبنا إليه.
وأما من جهة القياس فقالوا: إنما قلنا ذلك لأن "إذا" إذا كانت للمفاجأة كانت ظرف مكان، والظرف يرفع ما بعده، وتعمل في الخبر عمل وَجَدْتُ؛ لأنها بمعنى وجدت.
وقد قال أبو العباس أحمد بن يحيى ثعلب: إن "هو" في قولهم "فإذا هو إياها" عماد، ونصبت "إذا لأنها بمعنى وَجَدْتُ على ما قدمناه.
وأما البصريون فاحتجوا بأن قالوا: إنما قلنا إنه لا يجوز إلا الرفع لأن "هو" مرفوع بالابتداء، ولا بد للمبتدأ من خبر، وليس ههنا ما يصلح أن يكون خبرا عنه، إلا ما وقع الخلاف فيه، فوجب أن يكون مرفوعا، ولا يجوز أن يكون منصوبا بوجه ما؛ فوجب أن يقال "فإذا هو هي" فهو: راجع إلى الزنبور لأنه مذكر، وهي: راجع إلى العقرب لأنه مؤنث”
“ذهب الكوفيون إلى أنه يجوز أن يقال "كنت أظن أن العقرب أشد لَسْعَةً من الزُّنْبُورِ فإذا هو إياها". وذهب البصريون إلى أنه لا يجوز أن يقال: "فإذا هو إياها". ويجب أن يقال: "فإذا هو هي".
أما الكوفيون فاحتجوا بالحكاية المشهورة بين الكسائي و سيبويه، وذلك أنه لما قدم سيبويه على البرامكة، فطلب أن يجمع بينه وبين الكسائي للمناظرة؛ حضر سيبويه في مجلس يحيى بن خالد وعنده وَلَدَاهُ جعفر والفضل ومن حضر بحضورهم من الأكابر، فأقبل خلف الأحمر على سيبويه قبل حضور الكسائي، فسأله عن مسألة، فأجابه سيبويه، فقال له الأحمر: أخطأت، ثم سأله عن ثانية فأجابه فيها، فقال له: أخطأت، ثم سأله عن ثالثة، فأجابه فيها، فقال له: أخطأت، فقال له سيبويه:“هذا سُوءُ أدب، قال الفراء: فأقبلت عليه وقلت: إن في هذا الرجل عجلة وحدّة، ولكن ما تقول في من قال "هؤلاء أبُونَ، ومررت بَأبينَ" كيف تقول على مثال ذلك من "وأيت" و"أويت" فقدَّر فأخطأ، فقلت: أعِدِ النظر، فقدّر فأخطأ، فقلت: أعِدِ النظر، فقدّر فأخطأ، ثلا ث مرات يجيب ولا يصيب. فلما كثر ذلك عليه قال: لا أكلمكما أو يحضر صاحبكما حتى أناظره، قال: فحضر الكسائي فأقبل على سيبويه فقال: تسألني أو أسألك؟ فقال: بل تسألني أنت، فأقبل عليه الكسائي فقال: كيف تقول: كنت أظن أن العقرب أشد لسعة من الزنبور فإذا هو هي، أو فإذا هو إيَّاهَا؛ فقال سيبويه: فإذا هو هي، ولا يجوز النصب؟ فقال له الكسائي: لحنت، ثم سأله عن مسألة من هذا النحو نحو "خرجت فإذا عبد الله القائم، والقائم" فقال سيبويه في ذلك بالرفع دون النصب، فقال الكسائي: ليس هذا من“كلام العرب، والعرب ترفع ذلك كله وتنصبه، فدفع “ذلك سيبويه، ولم يجز فيه النصب، فقال له يحيى بن خالد: قد اختلفتما وأنتما رئيسا بلديكما فمن ذا يحكم بينكما؟ فقال له الكسائي: هذه العرب ببابك قد اجتمعت من كل أوب؛ ووفدت عليك من كل صُقْع، وهم فصحاء الناس، وقد قنع بهم أهل المِصْرضين، وسمع أهل الكوفة والبصرة منهم؛ فيحضرون ويسألون، فقال له يحيى وجعفر: قد أنصفت، وأمر بإحضارهم، فدخلوا وفيهم أبو فَقْعَس وأبو زياد وأبو الجراح وأبو ثَرْوَان، فسئلوا عن المسائل التي جرت بين الكسائي وسيبويه، فوافقوا الكسائي، وقالوا بقوله، فأقبل يحيى على سيبويه فقال: قد تسمع، وأقبل الكسائي على يحيى: وقال أصلح الله الوزير! إنه وَفَدَ عليك من بلده مؤملًا، فإن رأيت أن لا ترده خائبًا، فأمل له بعشرة آلاف درهم، فخرج وتوجه نحو فارس،وأقام هناك، ولم يعد إلى البصرة.
فوجه الدليل من هذه الحكاية أن العرب وافقت الكسائي، وتكلمت بمذهبنا، وقد حكى أبو زيد الأنصارى عن العرب "قد كنت أظن أن العقرب أشد لسعة من الزنبور فإذا هو إياها" مثل مذهبنا؛ فدل على صحة ما ذهبنا إليه.
وأما من جهة القياس فقالوا: إنما قلنا ذلك لأن "إذا" إذا كانت للمفاجأة كانت ظرف مكان، والظرف يرفع ما بعده، وتعمل في الخبر عمل وَجَدْتُ؛ لأنها بمعنى وجدت.
وقد قال أبو العباس أحمد بن يحيى ثعلب: إن "هو" في قولهم "فإذا هو إياها" عماد، ونصبت "إذا لأنها بمعنى وَجَدْتُ على ما قدمناه.
وأما البصريون فاحتجوا بأن قالوا: إنما قلنا إنه لا يجوز إلا الرفع لأن "هو" مرفوع بالابتداء، ولا بد للمبتدأ من خبر، وليس ههنا ما يصلح أن يكون خبرا عنه، إلا ما وقع الخلاف فيه، فوجب أن يكون مرفوعا، ولا يجوز أن يكون منصوبا بوجه ما؛ فوجب أن يقال "فإذا هو هي" فهو: راجع إلى الزنبور لأنه مذكر، وهي: راجع إلى العقرب لأنه مؤنث” 

## وفاته

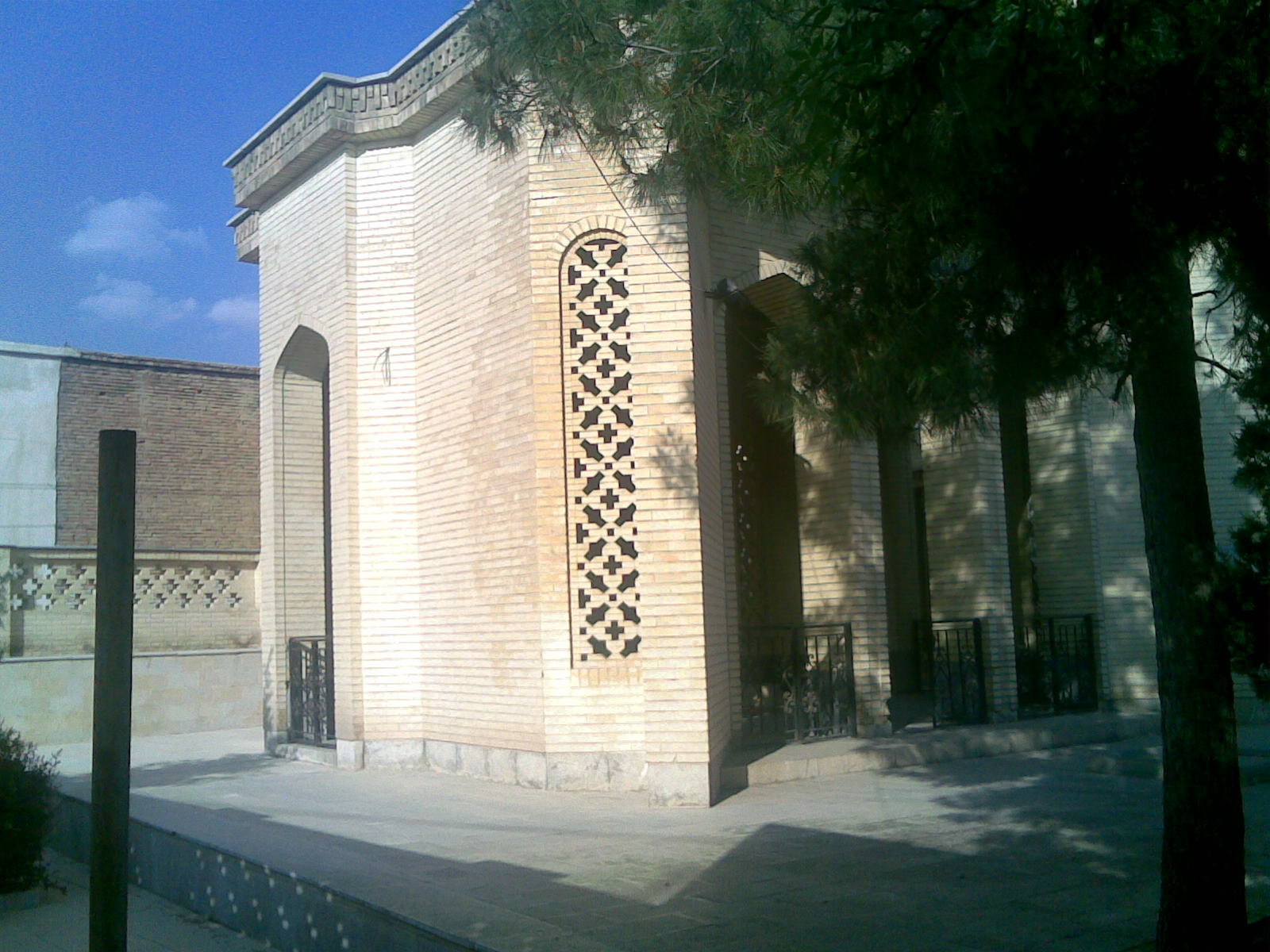
قبر سيبويه في شيراز.

توفي في قرية البيضاء بشيراز، وقد اختلف المؤرخون في السنة التي توفي فيها وأرجح الأقوال أنه توفي سنة 180هـ. ثمة خلاف في سبب وفاته، فقيل: إنه مات غماً بالذَّرَب، وهو الدّاء الذي يَعرِضُ للمعدة، فلا تهضم الطعام، ويَفسُدُ فيها ولا تُمْسِكه، يُروى أنه ذَرِبتْ معدته فمات. قيل إنه تمثَّل عند الموت بهذين البيتين:
يقال: إنه لما احتضر وضع رأسه في حجر أخيه، فدمعت عين أخيه، فاستفاق فرآه يبكي فقال:
وقد رثاه خلق كثير من أهل الدين والأدب، ورثاه الزمخشري بقوله:
قال الأصمعي: قرأت على قبر سيبويه بشيراز هذه الأبيات، وهي لسليمان بن يزيد العدوي:

### هوامش
1. 1 2  مناظرة (الزنبورية) تجدها في بغية الوعاة للسيوطي مفصلة، وبعد ما أفحم في المناظرة لأنهم جعلوا للعرب جعلا على أن يوافقوا الكسائي في قوله، خرج إلى فارس.
2. ↑  في تاريخ الإسلام للذهبي : «أخيين كنا فرق الدهر بيننا * إِلَى الغاية القصوى فمن يأمن الدّهر». نسخة محفوظة 04 مارس 2016 على موقع واي باك مشين.